# Vibrio vulnificus
Vibrio vulnificus – Gram-ujemny, ruchliwy przecinkowiec z rodziny Vibrionaceae o pojedynczej spolaryzowanej wici, wyróżniający się spośród innych przecinkowców zdolnością rozkładania laktozy.
V. vulnificus to oportunistyczny ludzki patogen występujący w środowisku obszarów nadmorskich, w szczególności przy ujściach rzek. Został wyizolowany z wody, osadów i jadalnych organizmów takich jak krewetki, ryby, ostrygi i małże. Powoduje zakażenia o dużej śmiertelności. Występuje na całym świecie – był izolowany z wód o temperaturze od 9 °C do 31 °C – jednak preferuje klimat tropikalny i subtropikalny (proliferuje w wodach ciepłych o temperaturze powyżej 18 °C). Preferuje wody o niskim lub średnim zasoleniu – spotykany jest w wodach o zasoleniu 0,1–3,4%, jednak zasolenie większe niż 2,5% ma niekorzystny wpływ na jego rozwój.
Po raz pierwszy został wyizolowany przez US Centers for Disease Control w 1964 r., jednak został wtedy błędnie sklasyfikowany jako wirulentny szczep Vibrio parahaemolyticus. Jako odrębny gatunek został zakwalifikowany dopiero w następnej dekadzie, kiedy zauważono, że wiele przypadków posocznic odpokarmowych i zakażeń ran było powodowanych przez patogen odrębny od innych gatunków z rodzaju przecinkowców. Od 2003 r. stwierdzono co najmniej 8 przypadków zakażeń śmiertelnych tym gatunkiem na niemieckim wybrzeżu Bałtyku, z czego w 2019 r. co najmniej cztery przypadki. W 2021 r. wykryto pierwsze zakażenie tym gatunkiem w Polsce.
Zakażenie V. vulnificus następuje na skutek spożycia surowych lub niedogotowanych owoców morza, co może prowadzić do poważnej, gwałtownej i ogólnoukładowej infekcji powodującej gorączkę, dreszcze, nudności, hipotensyjny wstrząs septyczny i wtórne zmiany na kończynach, albo na skutek kontaktu ze skorupiakiem-nosicielem lub bakteriami obecnymi w wodzie morskiej, co powoduje zakażenia ran. Zakażenia V. vulnificus stanowią mały odsetek zakażeń przecinkowcami, jednak posocznice wywoływane przez V. vulnificus osiągają śmiertelność rzędu 50%, w efekcie czego czynią z V. vulnificus prawdopodobnie główną w USA przyczynę zgonów spowodowanych przez owoce morza.
Szczepy V. vulnificus klasyfikuje się do trzech typów, przy czym typ 1 powoduje większość zakażeń u ludzi, a typ 3 może powodować jedynie zakażenia ran, podczas gdy typ 2 jest patogenem węgorzy.